# La meva noia 2
La meva noia 2 (títol original: My Girl 2) és una pel·lícula estatunidenca de Howard Zieff estrenada l'any 1994. Ha estat doblada al català.
És la continuació de La meva noia (1991).

## Argument
1974, Pennsylvania. Vada Sultenfuss és una jove de 13 anys que va perdre la seva mare quan va nàixer. La intriga d'aquest film se situa dos anys després de My Girl. L'àvia de Vada acaba de morir, el seu pare s'ha tornat a casar amb Shelly i esperen un fill. Harry demana a Vada si acceptaria de cedir la seva habitació al seu germà petit i anar a instal·lar-se a la vella habitació de la seva àvia, que és més gran. Veda viu malament tots aquests canvis i això la porta a pensar en la seva mare més sovint. Justament, a l'escola, el professor de Vada demana a tots els alumnes de fer una exposició sobre una persona que admiren però que no han conegut. Aquesta persona ha d'haver fet alguna cosa notable al curs de la seva vida. Vada pensa a continuació en la seva mare desapareguda, però ha dirigida alguna cosa d'important al llarg de la seva vida? Vada decideix marxar amb el seu oncle Phil a Los Angeles on la seva mare ha viscut algun temps. Allà, espera trobar respostes. El que descobrirà no la farà contenta.

## Repartiment
- Dan Aykroyd: Harry Sultenfuss
- Jamie Lee Curtis: Shelly DeVoto
- Anna Chlumsky: Veda Sultenfuss
- Austin O'Brien: Nick
- Richard Masur: Phil Sultenfuss
- Christine Ebersole: Rosa Zsigmond
- J. D. Souther: Jeffrey Pommeroy
- Angeline Ball: Maggie Muldovan
- Aubrey Morris: Alfred Beidermeyer
- Gerrit Graham: Dr. Sam Helburn
- Anthony R. Jones: Arthur
- Ben Stein: Stanley Rosenfeld
- Keone Young: Daryl Tanaka
- Richard Beymer: Peter Webb
- Jodie Markell: Hillary Mitchell
- David Purdham: M. Owett
- George D. Wallace: el vell

## Crítica
"Entretinguda continuació de la seva taquillera predecessora. Comèdia juvenil a la qual no falta la seva goteta de sensibler dramatisme"